# Patrekur Jóhannesson
Patrekur Jóhannesson (ur. 7 lipca 1972 w Reykjavíku) – islandzki piłkarz ręczny i trener.

## Kariera klubowa
Rozpoczął karierę w 1988 roku w Stjarnan. W czerwcu 1994 przeszedł do KA. Został wybrany zawodnikiem sezonu 1995/96 w lidze islandzkiej. W lutym 1996 podpisał dwuletni kontrakt z TUSEM Essen. W lutym 2003 podpisał dwuletni kontrakt z Bidasoą Irún. W maju 2004 podpisał trzyletni kontrakt z GWD Minden. Przed sezonem 2005/2006 zakończył karierę i wrócił na Islandię.

## Kariera reprezentacyjna
W latach 1990–1993 grał w reprezentacji Islandii do lat 21. W seniorskiej kadrze zadebiutował 23 listopada 1990 w wygranym 26:22 meczu z Czechosłowacją. Wraz z kadrą zajął 4. miejsce na igrzyskach olimpijskich w 1992. Łącznie w dorosłej reprezentacji rozegrał 241 meczów i strzelił 634 gole.

## Kariera trenerska
W latach 2005–2008 pełnił funkcję asystenta trenera Stjarnan, a w kwietniu 2008 został szkoleniowcem tego klubu, podpisując czteroletni kontrakt. W maju 2010 objął posadę trenera TV Emsdetten. W sierpniu 2011 został selekcjonerem reprezentacji Austrii, podpisując dwuletni kontrakt. W lutym 2013 przedłużył umowę do 2015 roku, a we wrześniu 2014 – do 2020. W kwietniu 2012 został trenerem Valuru, z którym podpisał dwuletni kontrakt. W lutym 2013 zrezygnował z tej funkcji. W styczniu 2013 podpisał obowiązujący od 1 czerwca 2013 dwuletni kontrakt z Haukarem. W marcu 2015 zrezygnował ze stanowiska. W kwietniu 2017 podpisał trzyletni kontrakt z UMF Selfoss, pozostając jednocześnie selekcjonerem austriackiej kadry. W marcu 2019 na stanowisku szkoleniowca reprezentacji Austrii zastąpił go Aleš Pajovič. W maju 2019 zdobył z UMF Selfoss pierwsze w historii tego klubu mistrzostwo Islandii, a następnie odszedł z klubu i przeszedł do duńskiego Skjern Håndbold, z którym w grudniu 2018 podpisał trzyletni kontrakt obowiązujący od lata 2019. W grudniu 2019 ogłosił, że z powodów rodzinnych opuści klub po zakończeniu sezonu, jednak ostatecznie umowę rozwiązano już 5 lutego 2020. Kilka dni później podpisał trzyletni kontrakt ze Stjarnan obowiązujący od kolejnego sezonu.

## Życie osobiste
Jest synem Margrét Thorlacius i Jóhannesa Sæmundssona. Ma dwóch braci, Guðniego, który jest historykiem i w 2016 roku został wybrany prezydentem Islandii oraz Jóhannesa, analityka systemowego. Żonaty z Rakel Önną Guðnadóttir, z którą ma troje dzieci, w tym rapera JóiPé.